# المغير طبلستان
المغير طبلستان هي إحدى قرى تركمان الجولان المحتلة والمدمرة التابعة لمركز مسعدة التابع لمحافظة القنيطرة في هضبة الجولان بجنوب غربي سوريا.